# Ernst Theodor Krause

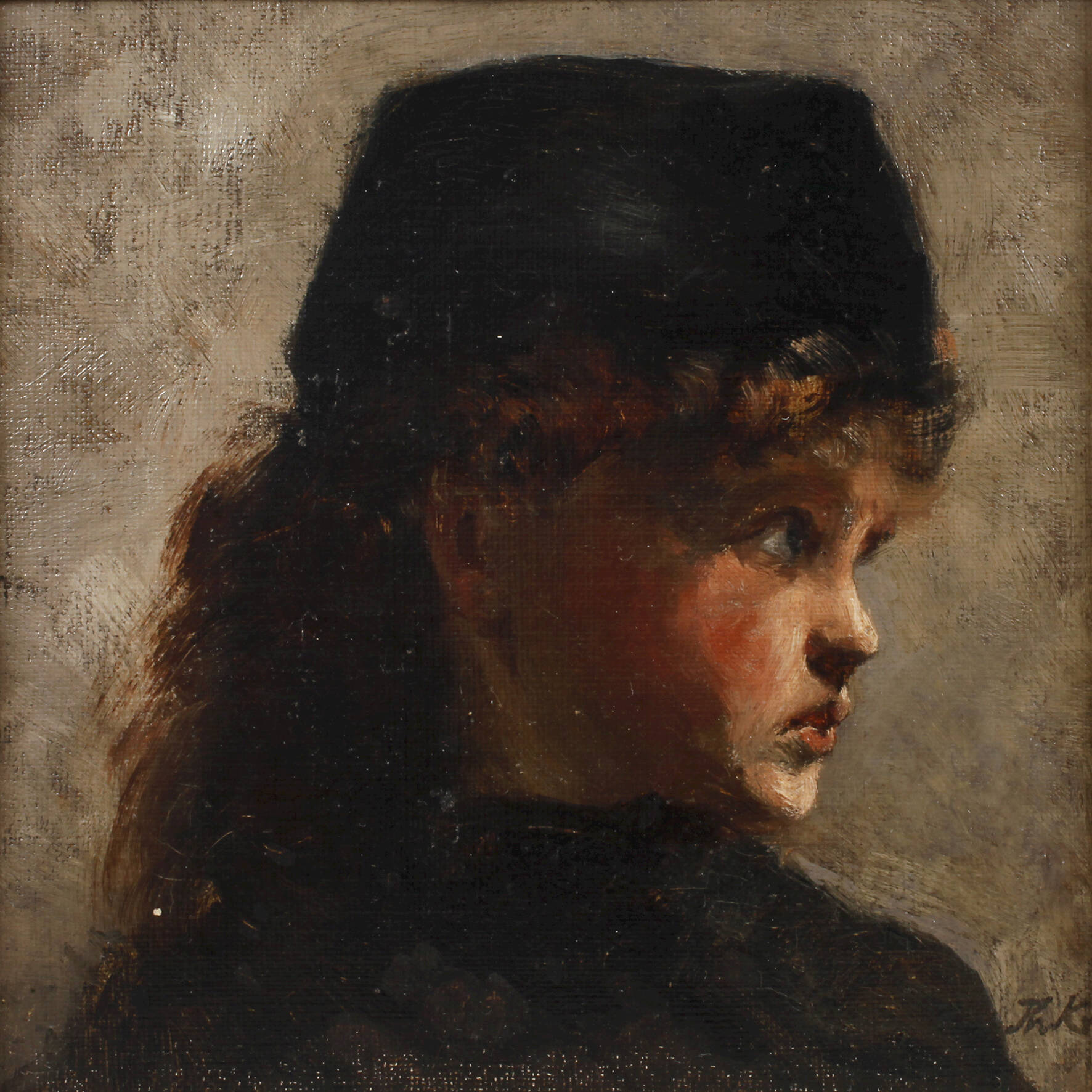
Studienkopf (1900); Öl auf Pappe

Ernst Theodor Krause (* 1. Januar 1868 in Meißen; † 1. Januar 1954 in Dresden) war ein deutscher Kunstmaler und Restaurator.

## Leben und Werk

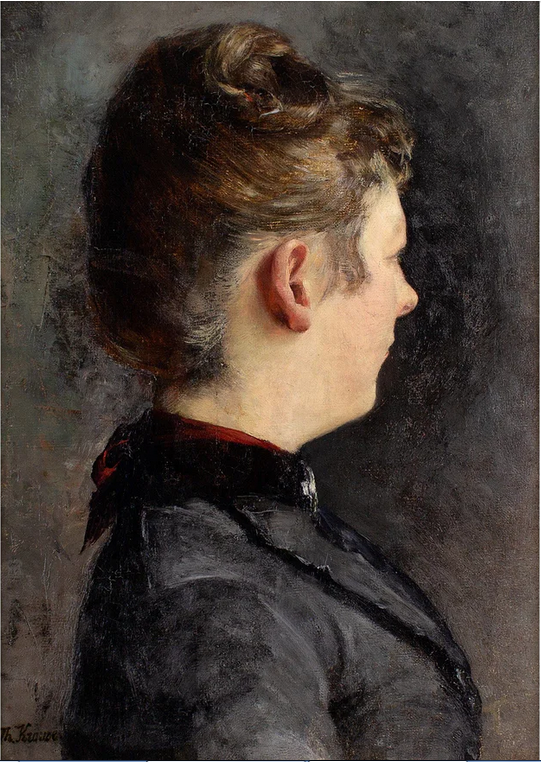
Studie einer Frau (1890); Öl auf Leinwand

Krause, Sohn des Getreidehändlers August Theodor Krause aus Meißen, wurde vor allem als Restaurator der Staatlichen Gemäldegalerie in Dresden bekannt. Sein Ruf reichte weit über Deutschland hinaus, da er eine Reihe von Kunstwerken Alter Meister in Sammlungen Europas und Amerikas restauriert hat. Daneben trat er auch durch eigene Genre-Gemälde hervor.
Er war an der Kunstakademie in Dresden Schüler von Ferdinand Pauwels, Leon Pohle und Friedrich Preller. Später wechselte er nach Weimar an die Kunstschule zu Max Thedy. Er trug den Professoren-Titel.
Ab 1896 war Krause Gemälderestaurator und Konservator der Staatlichen Gemäldegalerie in Dresden. Am 1. Mai 1934 trat er in den Ruhestand. Er lebte zuletzt verwitwet Am Elbtalweg 3 in Dresden, wo er am Abend seines 86. Geburtstages an einem Schlaganfall starb.